# Prachtbienen
Die Prachtbienen oder Orchideenbienen (Euglossini) sind eine Tribus aus der Familie der Echten Bienen (Apidae). In dieser Gruppe werden etwa 235 beschriebene Arten, verteilt auf fünf Gattungen, zusammengefasst.

## Beschreibung
Die Prachtbienen sind mittelgroße bis sehr große Bienen mit einer Körperlänge von ca. 8,8 bis 29 mm.  Die meisten Prachtbienen, außer die der Gattung Eulaema, sind durch eine auffallende, metallisch schimmernde Färbung in Grün-, Gold- und Blautönen gekennzeichnet. Der Körperbau ist meistens kräftig, ähnlich wie bei Holzbienen oder Hummeln. Sie können sehr stark (Eulaema) oder auch wenig behaart sein. Prachtbienen haben eine für Bienen außergewöhnlich lange Zunge (Glossa), die im Ruhezustand unter dem Körper getragen wird (sie kann nicht wie bei Schmetterlingen eingerollt werden). Manchmal ragt die Zunge sogar über den Hinterleib noch deutlich heraus, insbesondere bei Arten der Gattung Euglossa, wo sie das Doppelte der Körperlänge erreichen kann.
Bei den männlichen Prachtbienen sind die Tibien (Schienbeine) der Hinterbeine stark vergrößert und hohl, die Vorder- und Mittelbeine tragen bürstenartige Haarfelder. Dies sind Anpassungen für die spezielle Fähigkeit, Duftstoffe zu sammeln (siehe weiter unten).

## Verbreitung

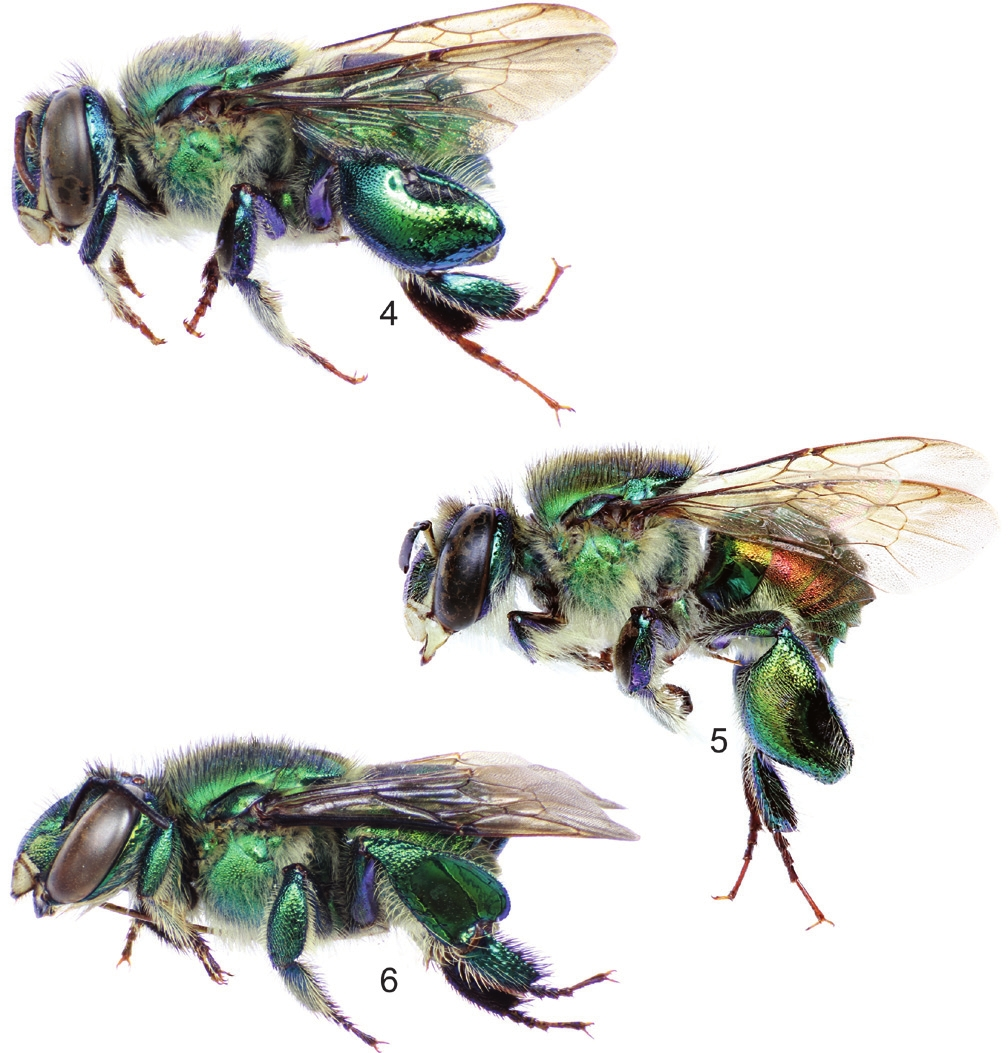
4 Euglossa obrima Männchen, 5 E. villosa Männchen, 6 E. obrima Weibchen, jeweils von der Seite.

Prachtbienen sind ausschließlich in der Neotropis verbreitet. Sie kommen von Mexiko bis Argentinien vor, nur die Gattung Aglae ist auf den südamerikanischen Kontinent beschränkt. Die Gattung Euglossa kommt auch in der Karibik und im südlichen Florida vor. Prachtbienen leben vor allem in den tropischen Regenwäldern, wobei in einzelnen Gebieten manchmal sehr viele Arten nebeneinander nachgewiesen sind.

## Lebensweise

### Nistweise

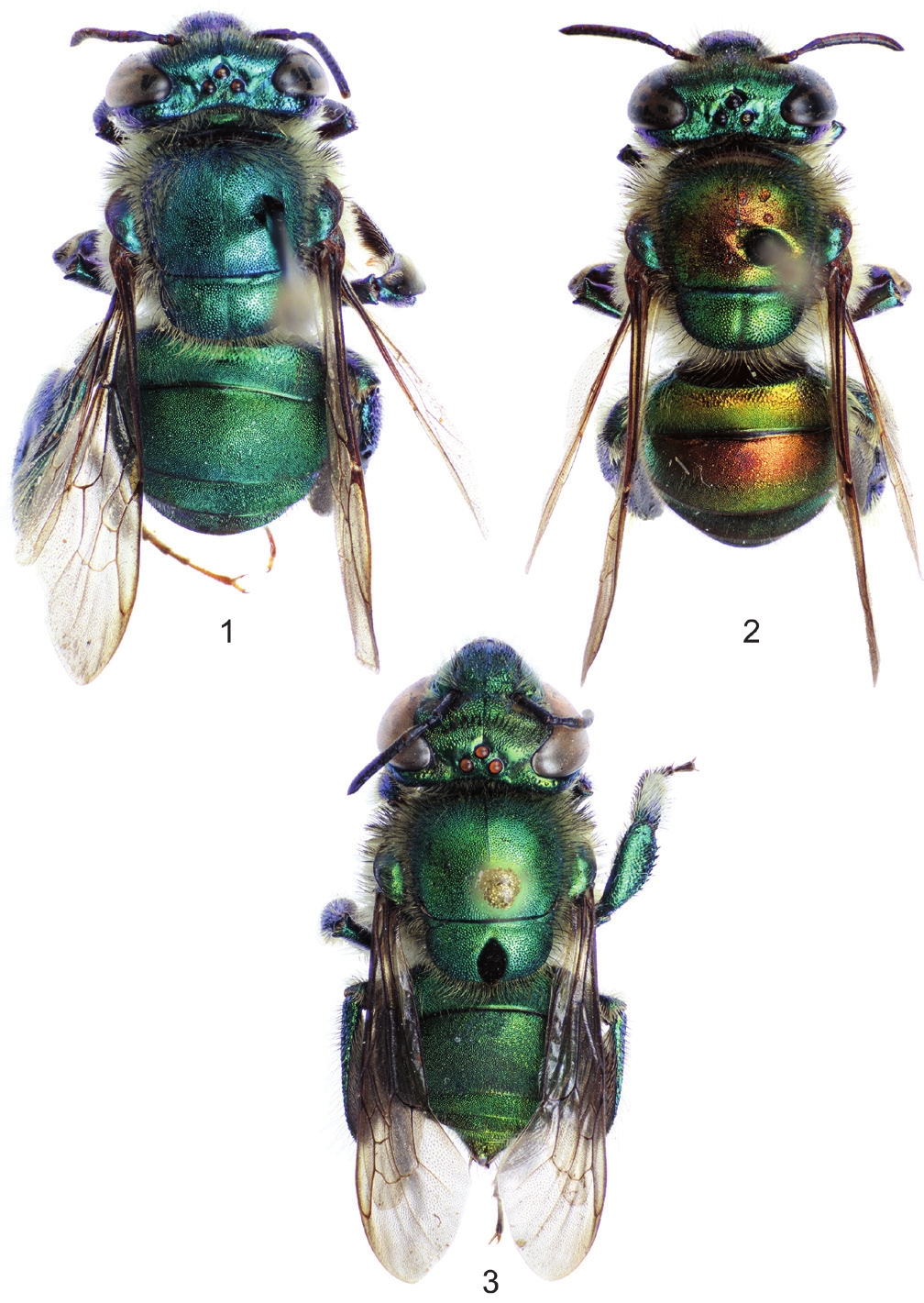
1. Euglossa obrima Männchen, 2. E. villosa Männchen, 3. E. obrima Weibchen, jeweils von oben (dorsal).

Die meisten Arten leben solitär, einige schließen sich jedoch zu Gruppen zusammen, manche Euglossa-Arten zeigen einfache Formen eusozialen Verhaltens. Die Vertreter der Gattungen Exaerete und Aglae sind Kleptoparasiten in den Nestern anderer Prachtbienen. Die Weibchen der anderen Gattungen sammeln mit ihren langen Zungen Nektar aus Blüten mit langen Blütenspornen aus verschiedenen Pflanzenfamilien. Sie können damit Nektarquellen nutzen, die für andere Bienen unzugänglich sind.
Die Nester vieler Arten sind noch unbekannt. So weit bekannt sind die Nester über dem Boden an ganz verschiedenen Stellen, zum Beispiel in hängenden hölzernen, Früchten oder zwischen Blättern von epiphytischen Bromelien. Manche Nester sind in herabgefallenen hohlen Ästen, die an Büschen oder Lianen hängen. Andere Nester sind auch in verlassenen Nestern von Termiten, Wespen oder Holzbienen. Verschiedentlich werden Prachtbienennester an oder in Gebäuden angelegt, an Fensterrahmen, in Hohlräumen oder unter Dächern.

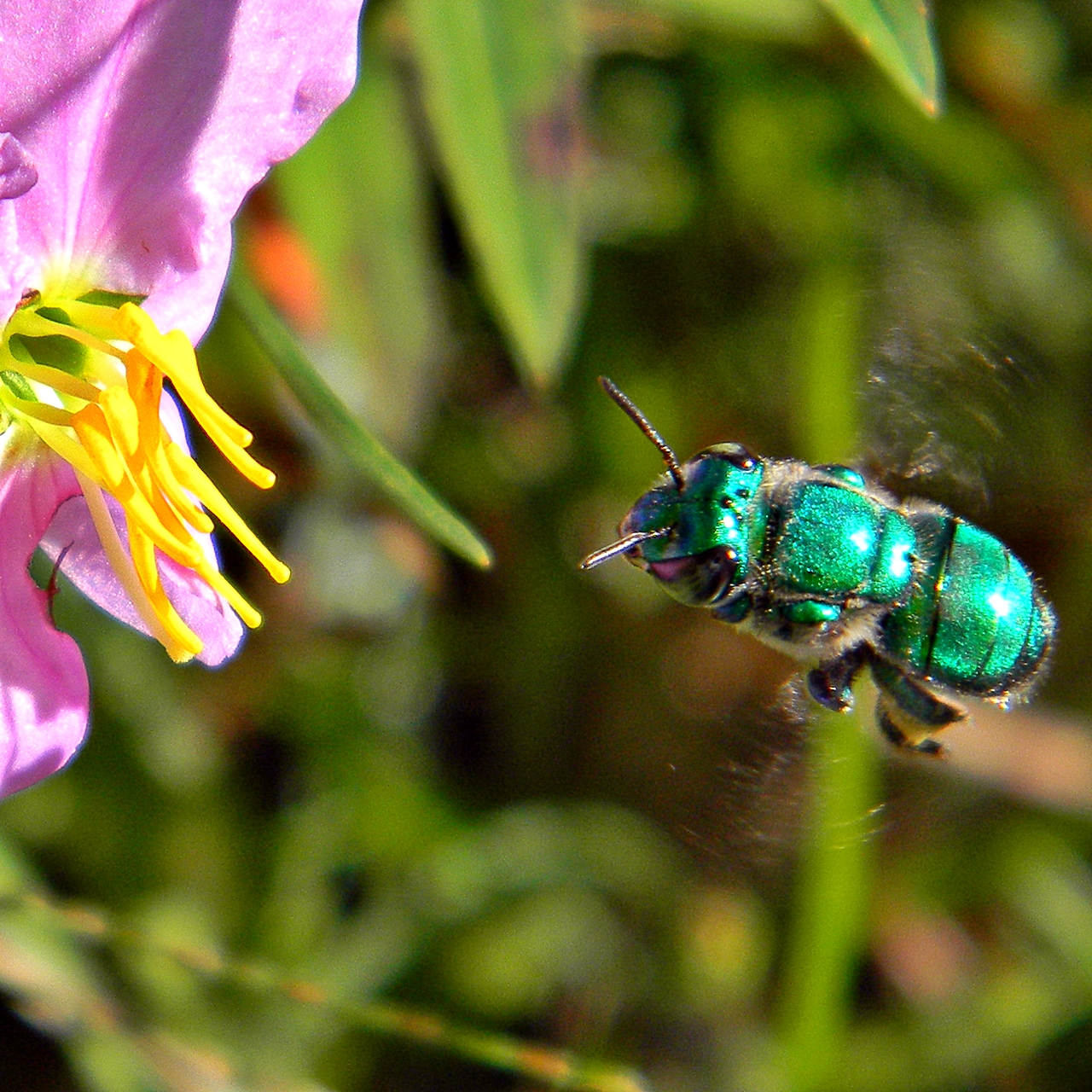
Euglossa dilemma im Anflug an eine Blüte, in Florida

Bemerkenswert ist, dass die Prachtbienen außerordentlich schnell und weit fliegen können. Männchen können Distanzen von 45 km in 2 Tagen zurücklegen und Weibchen etwa 30 km am Tag, um Blüten zu besuchen. Ein Exemplar von Eufriesea surinamensis, das in Costa Rica 23 km von seinem Nest entfernt ausgesetzt wurde, fand den Weg zum Nest zurück. Ein anderes kehrte aus 20 km Entfernung innerhalb von 65 Minuten zurück, wobei es sogar mit vollen Pollenladungen heimkehrte, also unterwegs auch noch Proviant für das Nest gesammelt hatte.

### Sammlung von Duftstoffen
Bei den männlichen Prachtbienen sind die auffällig verdickten Tibien der Hinterbeine zu einem Sammelorgan ausgebildet, mit dem verschiedene flüchtige Verbindungen (oft Ester) gesammelt und aufbewahrt werden. Hauptsächlich werden diese Stoffe von Orchideenblüten gesammelt, die weder Nektar noch Pollen anbieten.
Das Aufnehmen der Duftstoffe erfolgt auf dem entsprechenden Substrat (z. B. Orchideenblüte) mit den Tarsalbürsten der Vorderbeine nach Untersuchung des Substrates mit den Antennen. Daraufhin sezernieren die Bienen aus den Labialdrüsen Lipide, um die Duftstoffe zu lösen und mit den Tarsalbürsten an den Vorderbeinen regelrecht „aufzuwischen“. Anschließend werden im Schwebeflug die Duftstoffe von den Vorderbeinen über die Mittelbeine in die Behälter der Hintertibien gehöselt, wo sie gesammelt werden.
Die Duftstoffe werden bei Balzflügen bzw. auf sogenannten Ansitzwarten auf die Tibialbürsten der Mittelbeine transferiert und von dort mit Hilfe von Bürsten am Hinterflügel als Aerosolnebel versprüht. Die Duftstoffe dienen also bei der Balz, wobei einige Details noch nicht erforscht sind.
Als Pendant zu diesem Duftsammelverhalten haben sich mehrere Pflanzengruppen entwickelt, die sich durch besonders intensive, aber relativ einfach zusammengesetzte Blütendüfte auszeichnen. Die Blüten dieser Pflanzen sind völlig nektarlos und ihre Pollen sind mehr oder weniger gut verborgen. Der Blütenduft übernimmt nicht nur die sonst übliche Rolle, den Bestäuber anzulocken, sondern dient diesem auch als Belohnung. Euglossophile Blüten haben sich außer bei Orchideen noch in weiteren Pflanzengruppen entwickelt. Sie finden sich z. B. in den Familien der Solanaceae, Gesneriaceae, Euphorbiaceae, Annonaceae, Araceae und Clusiaceae.

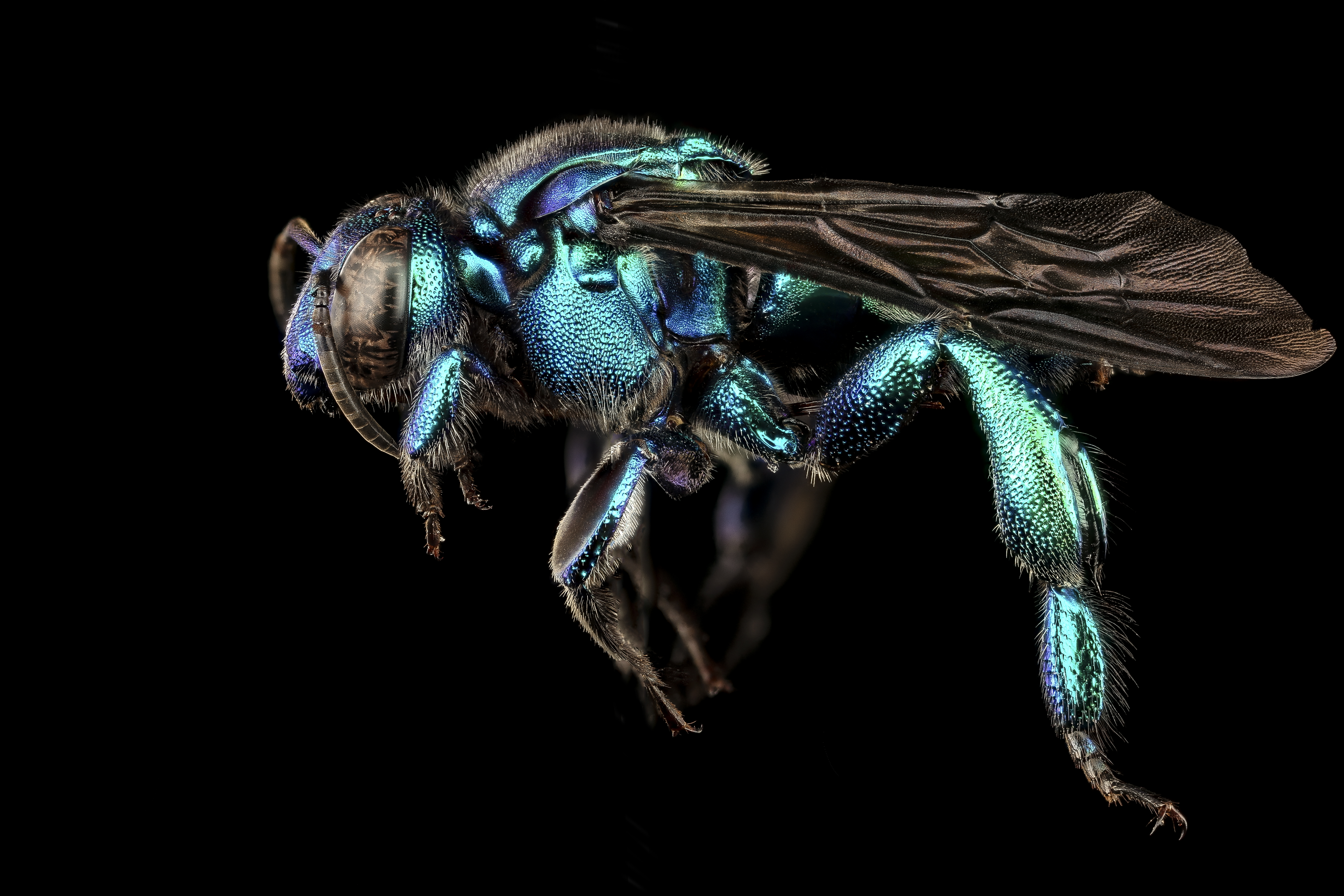
Exaerete smaragdina, parasitische Prachtbiene

Mit Hilfe künstlicher Duftstoffe lassen sich männliche Prachtbienen leicht für Studienzwecke anlocken und fangen. Einige der Düfte sind auch für Menschen als angenehm wahrnehmbar, etwa Methylsalicylat, Eugenol, Cineol, Benzylacetat, Methylbenzoat und Methylcinnamat, andere riechen unangenehm, etwa Skatol. Auch mit dem relativ bekannten, intensiv riechenden Teebaumöl lassen sich große Prachtbienen aus der Gattung Eulaema anlocken.

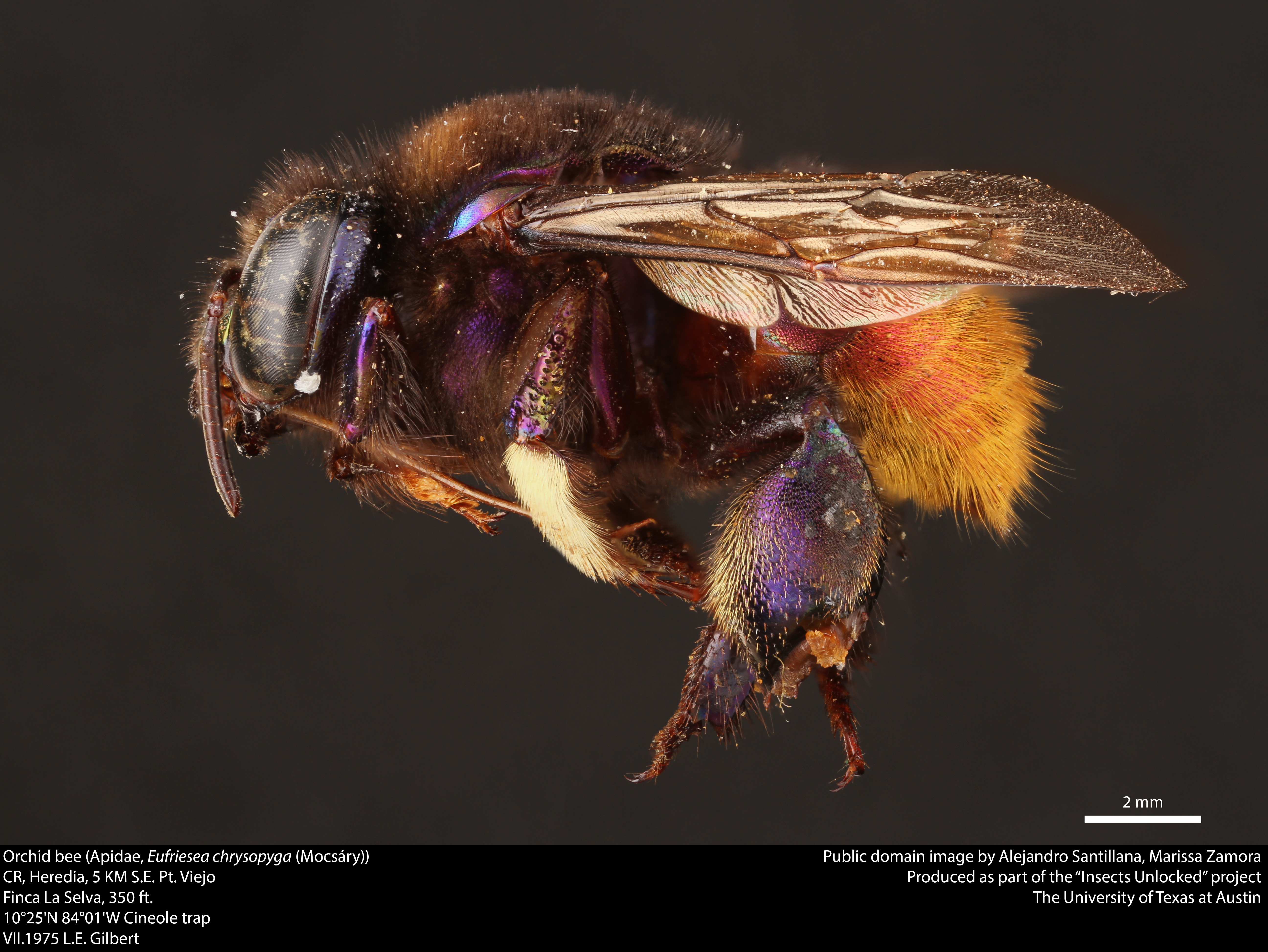
Eufriesea chrysopyga

### Bestäubung von Orchideen
Viele neotropische Orchideen-Arten haben komplizierte Mechanismen entwickelt, um den männlichen Bienen Pollenpakete (Pollinarien) an bestimmte Stellen ihres Körpers zu heften. Die Unterschiede in der Platzierung der Pollinien stellen sicher, dass eine Bestäubung nur innerhalb derselben Orchideen-Art funktioniert. Verschiedene Arten der Prachtbienen werden zudem von unterschiedlichen Substanzen der Pflanzen angezogen, so dass es eine gewisse Spezialisierung einer Prachtbienen-Art auf bestimmte Orchideen-Arten gibt. Eine frühe Beschreibung dieser Bestäubungsverhältnisse gab Charles Darwin, er hielt die beteiligten Bienen allerdings für Weibchen.
Die Bestäubung der Prachtbienen wird als Euglossophilie bezeichnet, eine Unterart der Melittophilie, sie wird unterteilt in Andro- (nur die Männchen) und Gynandro-Euglossophilie (Männchen und Weibchen).
Soweit bekannt, besteht in dem mutualistischen Verhältnis zwischen Orchidee und Biene eine strikte Abhängigkeit nur auf Seiten der Orchidee. Ihr Überleben ist direkt abhängig vom Vorhandensein des Bestäubers. Prachtbienenmännchen sammeln dagegen auch Substanzen an anderen Duftquellen als Blüten, beispielsweise an verrottendem Holz, überreifen Früchten oder Saft aus Baumwunden.
Die ökologische Bedeutung der Bestäubung von Orchideen durch die Prachtbienen dürfte bedeutend sein, da die männlichen Bienen sehr schnell und weit fliegen und für Bienen ungewöhnlich lange, nämlich mehrere Monate leben.

## Systematik
Die Prachtbienen gehören innerhalb der Apidae zu den Körbchensammlern. Diese enthalten neben den Prachtbienen die Apini (mit der Gattung Apis, Honigbienen), die Bombini (mit der Gattung Bombus, Hummeln) und die Meliponini (Stachellose Bienen, mit ca. 34 Gattungen und mehr als 350 Arten). Nach den meisten Untersuchungen sind dabei die Euglossini die Schwestergruppe der anderen drei Triben.

### Gattungen
- Euglossa, ca. 125 Arten, 6 Untergattungen, 9–19 mm lang, metallisch glänzend gefärbt, häufig grün, auch blau, kupferfarben, violett, teils rot. Sehr lange Mundwerkzeuge (Zunge).[1][2][14]
- Eulaema, 33 Arten, relativ groß, 18–31 mm lang, stark behaart, schwarz, meist mit gelben oder orangen Haarmuster, teils mit Metallglanz.[2][1]
- Eufriesea, ca. 67 Arten, Größe und Aussehen sehr unterschiedlich, teils mit Metallglanz, teils mit farbigen Haarmuster, 13–27 mm lang.[2][1]
- Exaerete kleptoparasitisch, Kuckucksbienen bei Eufriesea und Eulaema, 10 Arten, 18–22 mm lang, meist glänzend grün.[15][1]
- Aglae, nur eine Art, A. coerulea, relativ schlank, stahlblau, Kuckucksbiene bei Eulaema, Verbreitung: Bolivien bis Kolumbien[1][16]